# پایگاه هوایی نظامی دامیال
پایگاه هوایی نظامی دامیال (به انگلیسی: Dhamial Army Airbase) یک فرودگاه نظامی است که یک باند فرود آسفالت دارد و طول باند آن ۲۰۴۰ متر است. این فرودگاه در شهر راولپندی کشور پاکستان قرار دارد و در ارتفاع ۴۸۲ متری از سطح دریا واقع شده‌است.